# 돌의 미소
《돌의 미소》는 1983년 6월 18일에 방영된 TV문학관이다.

## 줄거리
피안을 동경해 온 도굴꾼 서남도(장항선)는 출소하자 다시 옛날처럼 도굴꾼의 길을 걸으려 한다. 그러나 남도는 불상 도굴에 동행한 아버지처럼 따르던 황 노인(이순재)으로부터 삶의 순수성과 가치가 무엇인지를 배우게 된다. 결국 남도는 황 노인의 죽음과 우연히 발견한 석불의 신비한 미소에 마음을 바꾸고 아이들의 곁으로 돌아가는데...

## 출연
- 장항선
- 이순재
- 이성웅
- 안영주
- 백수련
- 박용식
- 곽경환
- 연운경
- 이원종
- 박칠용
- 김윤형
- 이덕희
- 박현정
- 김기진
- 황민
- 서영진
- 김배옥
- 이효신